# ピコリベラ
ピコリベラ（Pico Rivera）は、アメリカ合衆国カリフォルニア州のロサンゼルス郡にある都市。人口は6万2088人（2020年）。ダウンタウン・ロサンゼルスの南東18キロメートルに位置している。

## 民族構成
2020年アメリカ合衆国国勢調査によれば、市の人口の約9割はヒスパニックである。